# 短吻擬深海鮭
短吻擬深海鮭為輻鰭魚綱水珍魚目小口兔鮭科的其中一種，為深海魚類，分布於北太平洋日本岩手縣、白令海至加拿大卑詩省、美國加州海域，棲息深度0-6600公尺，體長可達16.5公分，棲息在中層水域，生活習性不明。